# Space Harrier
Space Harrier (スペースハリアー Supēsu Hariā?) es un videojuego de tipo shooter sobre raíles en tercera persona publicado por Sega, originalmente como arcade, en 1985. Fue producido por Yū Suzuki, responsable de muchos juegos populares de la compañía. El título tuvo varias secuelas: Space Harrier 3-D (1988), Space Harrier II (1988) y el spin-off Planet Harriers (2001).
Tras el arcade original, Space Harrier tuvo conversiones para muchos sistemas domésticos. Es notable el caso de la Master System, donde hubo dos versiones: una que era como el arcade y otra, titulada Space Harrier 3-D que era en realidad una secuela.